# Richard Hol

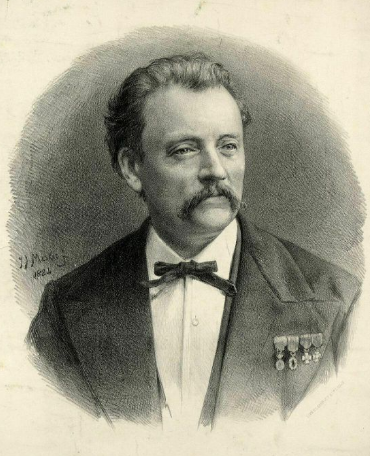
Richard Hol – Porträt von J.J. Mesker (1884)

Richard Hol (* 23. Juli 1825 in Amsterdam; † 14. Mai 1904 in Utrecht, eigentlich Rijk Holle) war ein niederländischer Komponist, Dirigent, Musiklehrer, Musikschriftsteller und Vater des Musikwissenschaftlers Johannes Cornelis Hol.

## Leben
Hol, der eigentlich Rijk Holle hieß, studierte anfänglich Orgel bei J. M. Martens und von 1837 bis 1844 Klavier an der Königlichen Musikschule in Amsterdam bei Jan George Bertelman. Nach Abschluss seiner Studien unternahm er im Jahr 1845 eine ausgedehnte Konzertreise, die ihn unter anderem durch die Niederlande und Deutschland führte; in diese Zeit fällt wohl auch die Änderung des Namens von „Rijk Holle“ zu „Richard Hol“.
Nach seiner Rückkehr in die Niederlande ließ Hol sich in Amsterdam nieder. Hier unterrichtete Hol Klavier und übte außerdem noch andere Tätigkeiten aus: So war er von 1856 bis 1871 Dirigent des Amstels mannenkoor sowie von 1857 bis 1862 Leiter der Amsterdamer Sektion der Maatschappij tot Bevordering der Toonkunst; in diese Lebensphase fällt auch der Beginn seines kompositorischen Schaffens.
Im Jahre 1862 übersiedelte Hol nach Utrecht. Hier leitete er von 1862 bis zu seinem Tode im Jahre 1904 als Musikdirektor in der Nachfolge  Johann Hermann Kufferaths das Städtische Musikorchester (Collegium Musicum Ultrajectinum), gab Unterricht an der Städtischen Gesangsschule und hatte seit 1863 auch die Leitung der Utrechter Sektion der Maatschappij tot Bevordering der Toonkunst inne; ferner war Hol von 1869 bis 1887 als Domorganist tätig.
Als im Jahre 1875 in Utrecht die Städtische Musikschule gegründet wurde, berief man Hol zu deren ersten Direktor (1875–1904); neben der Leitung der Institution war Hol dort auch bis 1887 in lehrender Funktion tätig (u. a. in den Fächern Gesang und Musiktheorie); zu seinen Schülern dort gehörten u. a. Willem Mengelberg und Johan Wagenaar. Ebenfalls wurde Hol, als im selben Jahr 1875 die Nederlandsche Toonkunstenaars-Vereeniging gegründet wurde, deren erster Vorsitzender.
1886 bis 1898 hatte Hol in der Nachfolge  Johannes Verhulsts den Dirigentenposten der Diligentia concerten in Den Haag inne, nachdem er bereits 1878 in derselben Stadt die Leitung des Cecilia-Männerchores übernommen hatte, den er bis 1901 leitete. 

1891 bis 1893 war Hol zudem Dirigent der Konzerte, die im Paleis voor Volksvlijt in Amsterdam aufgeführt wurden; die Leitung der Konzerte teilte er sich in dieser Zeit mit Frans Coenen.
Neben seiner Arbeit als Dirigent, Lehrer und Komponist war Hol auch schriftstellerisch tätig. So veröffentlichte er im Jahre 1859 eine Monographie über Jan Pieterszoon Sweelinck (Sweelingh, Jaarboekje aan de toonkunst in Nederland gewijd, Amsterdam 1859), schrieb Kritiken in der niederländischen Musikzeitschrift „Cæcilia“ und war von 1886 bis 1890 als Redakteur der Zeitschrift Het Orgel tätig.
Abschließend sei noch auf den Einfluss hingewiesen, den Hol auf das Musikleben und die musikalische Entwicklung in den Niederlanden hatte; diesen Einfluss konnte Hol nicht nur durch seine Lehrtätigkeit entfalten, die eine Reihe von Schülern wie den bereits genannten Willem Mengelberg prägte. Seine Tätigkeit als Dirigent in Utrecht und später der damals bedeutenden Konzertreihen in Amsterdam und Den Haag erlaubten es Hol, Werke von Komponisten, die er schätzte – beispielsweise Franz Liszt, Richard Wagner und Hector Berlioz – zu promovieren (was freilich kein Hinderungsgrund war, dass Hol für seine Konzerte so bedeutende Solisten wie Joseph Joachim und Johannes Brahms gewinnen konnte). Dass Hol als Autorität auf dem Gebiet der Musiktheorie und -praxis nicht nur nationale, sondern auch internationale Anerkennung genoss, mag die Tatsache verdeutlichen, dass er seit 1878 Mitglied der Académie française war.
Hols eigenes, mehr als 125 Werke umfassendes kompositorisches Schaffen wird von der Forschung als konservativ eingeschätzt (wohl im Gegensatz zum Schaffen der von Hol geschätzten Kollegen Berlioz, Liszt und Wagner) und der  Leipziger Schule zugeordnet; es zeigen sich Einflüsse  Felix Mendelssohn Bartholdys und  Robert Schumanns. Der Schwerpunkt von Hols Kompositionsschaffen lag auf Vokalwerken; vor allem seine Kompositionen für Männerchor erfreuten sich lange einer gewissen Beliebtheit. Daneben komponierte Hol vier Symphonien, Klavier- und Orgelwerke, zwei Opern – Floris V (1892); Uit de branding (1894) –, Psalmvertonungen, Kantaten, ein Oratorium – David (1879) – sowie zwei Messen.